# María Belmonte Barrenechea
María Belmonte Barrenechea estudió Historia en la Universidad de Deusto y Antropología en la Autónoma de Barcelona. En 1995 se doctoró en el Departamento de Antropología Social de la Universidad del País Vasco (San Sebastián) con una tesis sobre Historia de las Religiones. Ejerce profesionalmente como traductora técnico-literaria. Ha publicado en Acantilado Peregrinos de la belleza. Viajeros por Italia y Grecia (2015), Los senderos del mar. Un viaje a pie (2017), En tierra de Dioniso. Vagabundeos por el norte de Grecia (2021) y El murmullo del agua. Fuentes, jardines y divinidades acuáticas (2024).

## Trayectoria
En 1995 fue reconocida con el grado de doctora por el Departamento de Antropología Social de la Universidad del País Vasco, con una tesis enfocada en Historia de las Religiones. A lo largo de su trayectoria como escritora literaria, su obra se ha visto marcada por la cultura del mundo clásico: Grecia y Roma. Además, de la influencia de escritores y escritoras como Leonard Cohen, Henry Miller, Vernon Lee.
 

La prosa de María Belmonte en el libro En Tierra de Dioniso ha sido catalogada por Biel Mesquida, quien es parte del Diario de Mallorca como una
[...] visión personal, intransferible, sabia, poética y entretenida de Macedonia griega llena de recuerdos, lugares y personajes. 
Y por Alfredo Urdaci, de la revista FanFan como 
[...] un afán por desentrañar lo invisible y para conseguirlo convoca a los personajes de la historia y a otros viajeros para hacerse con el alma de cada lugar. Eso exige tiempo y dedicación.

## Obras
- Peregrinos de la belleza (Acantilado, 2009)
- Viajeros por Italia y Grecia (Acantilado, 2015)
- Los senderos del mar. Un viaje a pie (Acantilado, 2017)
- En tierra de Dioniso (Acantilado, 2021)
- El murmullo del agua (Acantilado, 2024)